# عدل علی
عدل علی گروه هکری سایبری است. نام این گروه نخستین بار در مهر ۱۴۰۱ هنگامی مطرح شد که این گروه تصاویری از نامه‌ای منتسب به حزب کومله درباره قتل مهسا امینی منتشر کرد. پس از آن این گروه به ادامه فعالیت‌های هکتویستی خود پرداخت که از جمله آنها می‌توان به هک تلفن همراه رضا پهلوی، مسیح علی‌نژاد و نازنین بنیادی اشاره کرد. این گروه احتمالا وابسته به وزارت اطلاعات یا سپاه پاسداران است.

## فعالیت‌های گروه

### هک حزب کومله
عدل علی در نخستین اقدام خود تنها چند هفته پس از قتل مهسا امینی به سراغ حزب کومله رفت و با انتشار ۲ تصویر شامل یک نامه و بکاپ چت‌های یک اکانت تلگرامی مدعی هک حزب کومله شدند. آنها مدعی شدند که فردی به نام عرفان مرتضایی که او را پسرخالۀ مهسا امینی اعلام کرده‌اند عضو حزب کومله بوده و خانوادۀ امینی از طریق او با این حزب ارتباط داشته و این حزب کومله بوده که مهسا را در راستای اهداف خود کشته است. ۴ حزب سیاسی تحت عنوان کومله فعالیت می‌کنند و مشخص نیست منظور کدام‌یک از این احزاب بوده است.

### هک تلفن همراه رضا پهلوی
عدل علی در دومین اقدام خود، به سراغ تلفن همراه رضا پهلوی و یاسمین پهلوی رفت. آن‌ها تعداد قابل توجهی از عکس‌های زندگی عیانی او و خانواده‌اش را در شبکه‌های اجتماعی منتشر کردند. در میان تصاویر منتشر شده از خاندان پهلوی، تصاویر همسر او یعنی یاسمین پهلوی جنجال‌های زیادی را در شبکه‌های اجتماعی به وجود آورد. عدل علی با انتشار تصاویری از یاسمین پهلوی و یک مربی یوگا به نام تام مورلی مدعی وجود رابطۀ نامشروع میان این دو شخص شد.

### هک ایمیل مسیح علی‌نژاد
عدل علی در اقدام بعدی خود مسیح علی‌نژاد را هدف قرار داد. آن‌ها مدعی شدند بر پایه بررسی محتوای ایمیل‌های مسیح علی‌نژاد، یکی از مهم‌ترین فعالیت‌های وی، همکاری با خانه آزادی در پروژه‌ای به نام «ما شهروندان دیجیتال» است. پروژه‌ای که حاصل پژوهش‌ها و گفتگوهای چندین پژوهشگر و کارشناس فضای سایبری و رسانه‌های اجتماعی است که در راستای بررسی برخی از اصلی‌ترین چالش‌های اطلاعاتی در فضای آنلاین فارسی‌زبان تهیه شده‌است. طراحان این پروژه که در ابتدا «بازپس‌گیری اینترنت» نام داشت معتقدند چالش‌های پیچیده موجود در این فضا بازتابی از مسائل گسترده‌تری است که در صحنه حقیقی (خارج از فضای آنلاین) سیاسی اجتماعی ایران وجود دارد. این پروژه چهار موضوع و روش ۱) روایت بدلی (جعلی)، و سفسطه و مغلطه، ۲) اخبار جعلی و بی‌اعتبار، ۳) آزار و اذیت و تعرض آنلاین، و ۴) حملات سایبری را تعیین و بررسی کرده که به زعم طراحان، موجب نقض آزادی بیان و اطلاعات در فضای آنلاین ایران هستند. آنها همچنین معتقدند که به‌کارگیری روش‌های بالا از سوی نظام جمهوری اسلامی و طرفداران آن، موجب سرکوب جامعه مدنی، مخالفان سیاسی، جوامع دور از وطن و حتی شهروندان عادی می‌شود. در واقع جمهوری اسلامی حقایق را آنگونه که مطابق با منافع خودش باشد جلوه می‌دهد. بنابراین لازم است مردم ایران را دربارهٔ این روش‌ها که از سوی نظام مورد استفاده قرار می‌گیرد آگاه کرد و آموزش لازم را به آنان ارائه داد تا تحت تأثیر عملیات روانی نظام و طرفداران جمهوری اسلامی قرار نگیرند. همه هدف این پروژه، ایجاد بی‌اعتمادی مردم به عملکرد رسانه‌ای جمهوری اسلامی است.
عدلی علی برای نخستین بار نام و جزئیات این طرح را فاش کرد و مدعی شد که این پروژه توسط سازمان امنیت و اطلاعات آمریکا تأمین مالی می‌شده و در نهایت نیز شکست خورده است.

### هک ایمیل نازنین بنیادی
عدل علی در اقدام بعدی خود اعلام کرد با هک ایمیل نازنین بنیادی به بیش از ۵۸ هزار ایمیل او از سال ۲۰۰۱ دسترسی پیدا کرده است. آن‌ها مدعی شدند که نازنین بنیادی در بازه ۲۰۱۹ تا ۲۰۲۱ وارد فاز براندازی نظام جمهوری اسلامی شده و در اعتراضات ۱۴۰۱ رسماً به میدان آمده است. محتوای ایمیل‌های منتشر شده بنیادی در بازه مذکور نشان می‌داد که او در جلسات متعددی با حضور افسران CIA و با موضوع براندازی حکومت ایران شرکت کرده است. برای نمونه، در یکی از ایمیل‌ها، ری تکیه، مقام پیشین وزارت امور خارجه آمریکا که نازنین را در یکی از جلسات شورای روابط خارجی دعوت کرده به او اطلاع می‌دهد که مایکل هیدن، مدیر سابق سیا در این جلسه حضور دارد. تیکه به نازنین گفته قرار است از او سؤالی درخصوص تغییر در ایران بپرسد و از او خواسته تا پاسخ خود را برای این جلسه آماده کند.
یکی از نکات جالب در ایمیل‌های نازنین آن است که بنیادی برای پدرش مهران ایمیلی ارسال کرده و در آن از توئیتی که دربارهٔ خودش منتشر شده که ۷۰۰ لایک و ۲۶ کامنت منفی دریافت کرده است، ابراز ناراحتی می‌کند. چرا که بیشتر این کامنت‌ها از سوی اکانت‌های اصلی حامیان پهلوی و نه جمهوری اسلامی هستند. مهران، پدر نازنین برای دلداری به او می‌گوید: «من با این افراد کار کرده‌ام و می‌دانم که از حزب‌اللهی‌ها بدتر هستند و بهترین رفتار، نادیده‌گرفتنشان است.»
در ایمیلی دیگر، بنیادی ایمیلی به مازیار بهاری، سردبیر وبگاه ایران وایر فرستاده و می‌گوید: «کسی از ایرانیان نیویورک و واشینگتن، دی.سی. را می‌شناسی که در سمت مدیر ارشد و به‌طور مستقیم با هادی قائمی، مدیر مرکز حقوق بشر در ایران کار کند؟» بهاری نیز پاسخ می‌دهد: «خبرنگاران و فعالانی که من می‌شناسم اکثراً با اینترنشنال (تلویزیون ایران اینترنشنال) که مستقیم از طرف بن سلمان حمایت مالی می‌شود کار می‌کنند!»

## واکنش شرکت مایکروسافت
مایکروسافت طی گزارشی به بررسی گروه‌های هکری وابسته به حکومت ایران پرداخت. در این گزارش سعی شده تا وابستگی هر گروه و فعالیت‌های آنها که بین سال‌های ۲۰۲۲ تا ۲۰۲۳ انجام شده مورد بررسی قرار گیرد. در این بین مایکروسافت به بررسی گروهی به نام عدل علی نیز پرداخته است. آنها در این گزارش عنوان کرده‌اند حکومت ایران با استفاده از این ظرفیت قصد داشته تا روایت خود را از اعتراضات ۱۴۰۱ تقویت کند. مایکروسافت در این گزارش وابستگی تقریباً همه گروه‌های هکری را مشخص کرده؛ عده‌ای وابسته به وزارت اطلاعات و عده‌ای دیگر وابسته به سپاه پاسداران هستند. با این حال مایکروسافت نتوانسته وابستگی عدل علی به حکومت ایران را اثبات کند.